# Krankenhaus am Sund
Das Krankenhaus am Sund in der Großen Parower Straße in Stralsund ist eines von zwei Krankenhäusern des Helios Hanseklinikums Stralsund. Das zweite Krankenhaus ist das Krankenhaus West.

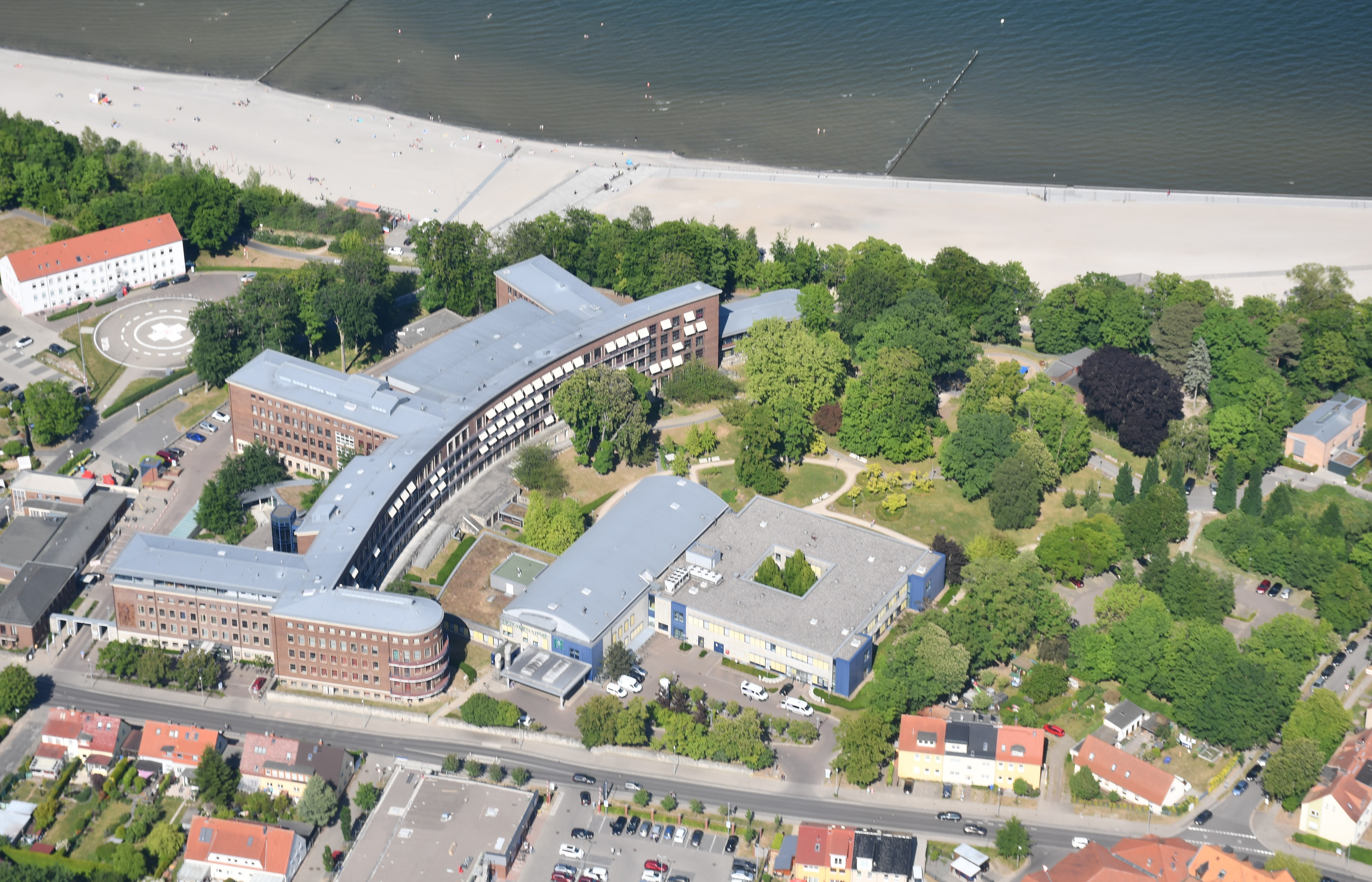
Das Krankenhaus auf einer Luftaufnahme (2023)

OpenStreetMap-Karte des Krankenhausgeländes am Strelasund

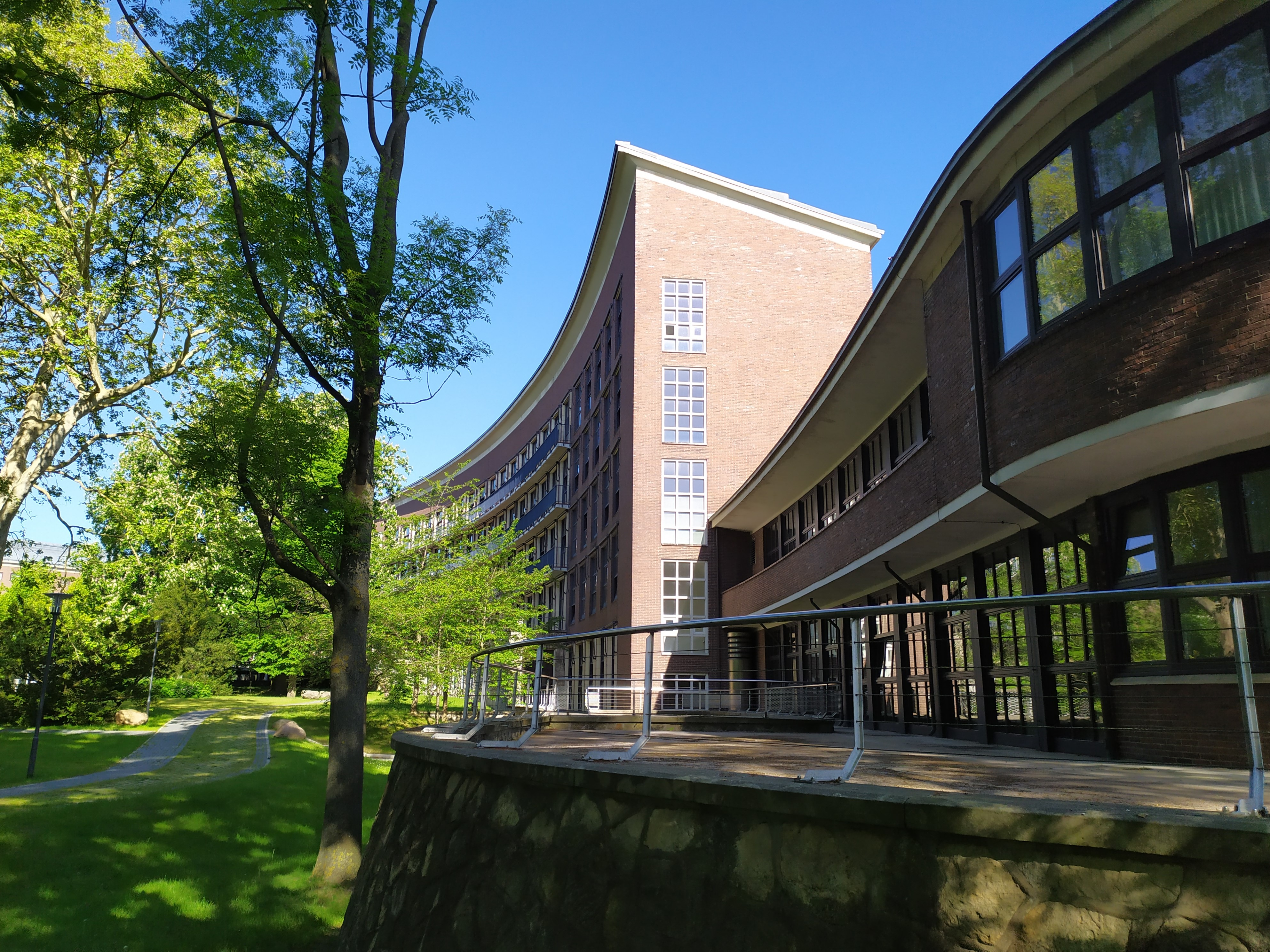
Detail des Klinikumgebäudes (2020)

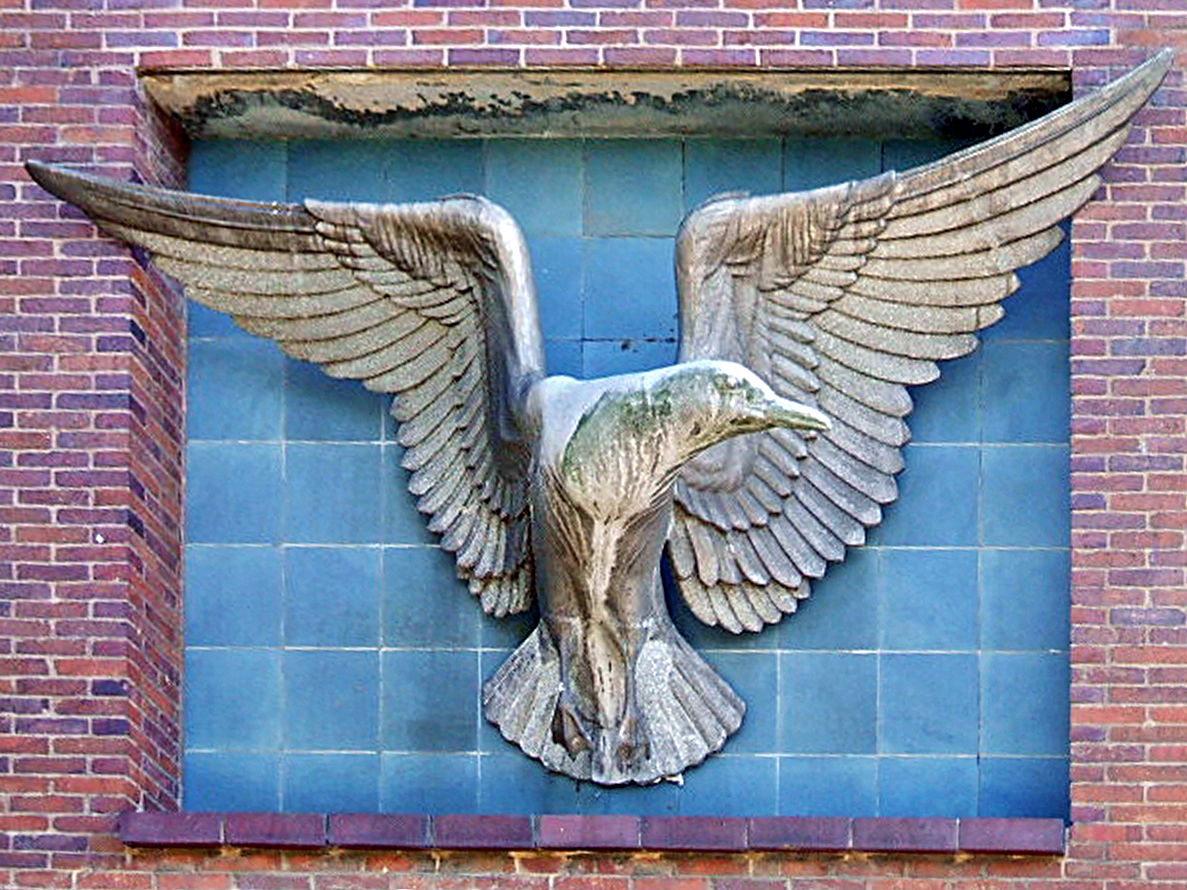
Relief am Bau (2006), entworfen von Gerhard Schliepstein

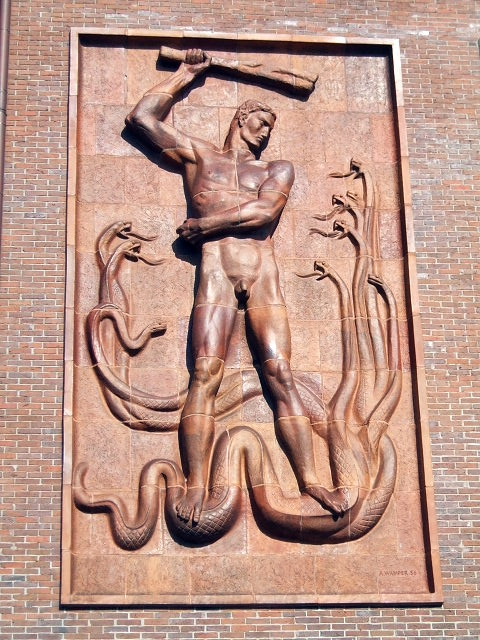
Relief am Bau (2006), entworfen von Adolf Wamper

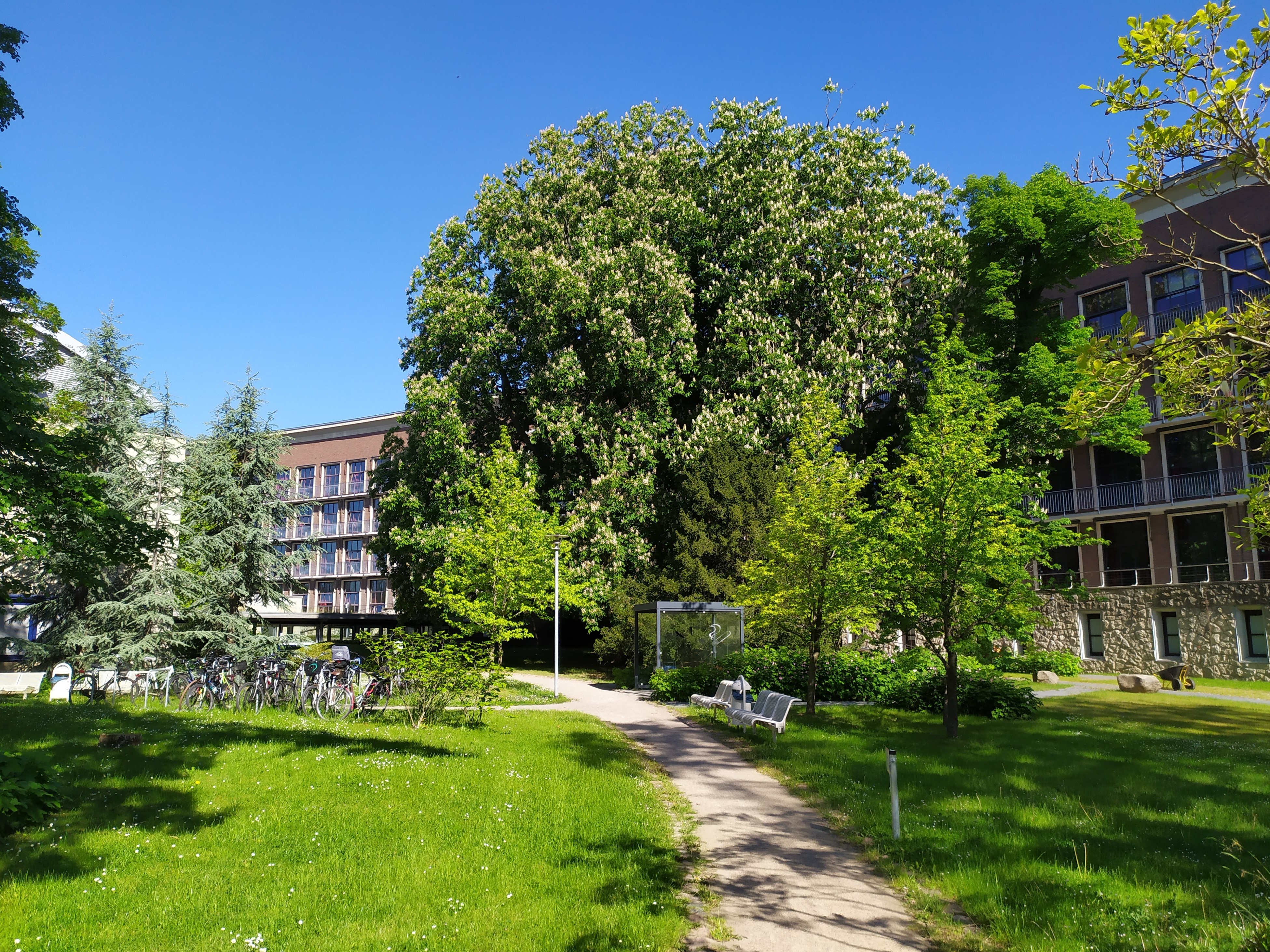
Detail auf dem Klinikumgelände (2020)

## Geschichte
Für die medizinische Betreuung der Stralsunder Garnison war die Marinelazarettabteilung zuständig. Schwere Erkrankungen wurden im städtischen Krankenhaus (Marienstraße/Frankenwall) behandelt. Nachdem in den 1930er Jahren die Zahl der Soldaten stark anstieg beschloss die Kriegsmarine den Bau eines Lazaretts in Stralsund, wofür ein Landschaftspark am Strelasundufer ausgewählt wurde, hier befand sich bis dato die Lackfabrik Carl Becker, deren Besitzer auch einen weitläufigen Park angelegt hatte. Die Entwürfe für das Lazarett stammten von Alfred Stieler. Für die reichsweit zu errichtenden Lazarett-Neubauten galten einheitliche Vorgaben.
Am 28. Mai 1936 wurde mit den Bauarbeiten begonnen. Errichtet wurden auch eine Marinewaschanstalt, ein Wohnhaus und ein Heizhaus. Waren zunächst noch 150 Betten vorgesehen, wuchs diese Zahl zunächst auf 320, im Folgejahr hatte das Haus eine Bettenkapazität von 550. Das Marinelazarett wurde am 14. Oktober 1938 eingeweiht.
Nach Ende des Zweiten Weltkriegs wurde Stralsund von der sowjetischen Militäradministration in Deutschland verwaltet, die Teile der militärischen Einrichtungen in Stralsund in Anlehnung an das Kontrollratsgesetz Nr. 23 des Alliierten Kontrollrats der zivilen Nutzung übereignete bzw. abreißen ließ. So wurden das Lazarett und das städtische Krankenhaus als „Städtische Krankenanstalten“ zusammengelegt. Im Krankenhaus am Sund wurde im Jahr 1952 ein Lazarett für die Volkspolizei See eingerichtet, das auch durch die Volksmarine weiter genutzt wurde. Im Jahr 1958 entstand das Bezirkskrankenhaus Stralsund durch Zusammenlegung der Einrichtung am Sund mit der örtlichen Tuberkuloseheilstätte. Zwischen 1971 und 1986 wurden weite Teile des Hauses rekonstruiert.
Eine selbstständige Anästhesieabteilung wurde im Jahr 1967 im Krankenhaus etabliert. Am 2. Mai 1972 eröffnete die Intensivmedizin.
Nach dem Zusammenbruch der DDR wurde das Lazarett der Marine aufgelöst. Das Klinikum wurde in „Klinikum der Hansestadt Stralsund“ umbenannt, ab dem Jahr 1991 begann man mit einer umfangreichen Gesamtsanierung, die sich über Jahre hinzog. In das Klinikum am Sund zog im Jahr 1993 auch Kinderklinik um. Betreiber von 2004 bis 2012 war die Damp-Gruppe, seit 2012 die Helios Kliniken.
Im Jahr 2002 wurden im Park ein Operationsgebäude und in den nördlichen Innenhöfen Anbauten errichtet.
Von 2007 bis 2011 wurde das Klinikumsgebäude durch rimpf Architektur bei laufendem Betrieb umgestaltet, die Baukosten dafür betrugen etwa 24.000.000 Euro.
Die Deutsche Gesellschaft für Kardiologie – Herz- und Kreislaufforschung zertifizierte die Kardiologie des Klinikums im Mai 2025 als Herzzentrum.

## Anlage und Gebäude
Das Hauptgebäude ist 175 Meter lang und leicht gekrümmt. An dieses sind nach Norden drei rechteckig vorspringende Flügelbauten angelagert.
Die Architektur des Gebäudes mit seiner sachlichen, modernen Formensprache lehnte sich an den Funktionalismus an. Dabei unterlag die Konzeption aber auch der Architekturauffassung im Nationalsozialismus. Balkonbänder sind an der Südfront der Krankenhauszimmer entlang ausgeführt. Der Stahlbeton-Skelett-Konstruktion wurde mit Werkstein und Rasteder Handstrichklinkern im holländischen Format verkleidet. Die Stützmauern sowie der Sockelbereich des Gebäudes weisen Bruchsteinmauerwerk auf.
Gerhard Schliepstein entwarf Teile der Bauplastiken. Zu ihnen gehören eine Möwe mit einer Flügelspannweite von drei Metern, gefertigt aus eloxiertem Aluminiumguss, an der Stirnseite des mittleren Nordflügels. Das sieben Meter hohe und drei Meter breite Hochrelief „Herakles, die Hydra zerschmetternd“ am Westgiebel des nördlichen Kopfbaus stammt von Adolf Wamper.
Das Lazarett war in den 1930er Jahren so organisiert, dass auf den vier Etagen alle Pflegebetten als Einbund angeordnet waren. Die Funktions- und Verwaltungsräume waren in drei angebundenen Gebäudeteilen untergebracht. Damit hatten die Stationen Wegelängen von bis zu 70 Metern, die Funktionsräume waren weit verteilt.
Bei den Umbaumaßnahmen der Jahre 2007 bis 2011 wurden die Funktionsstellen ins Erdgeschoss und in einen Anbau verlagert, zwei der zweibündigen Gebäudeteile wurden zu Pflegestationen umgebaut. In bestehende Patientenzimmern wurden Nasszellen eingebaut. Durchgehende Ebenen wurden im Gebäudekomplex geschaffen, ein verbindender Einbund wurde in den Hof hinein zum Dreibund erweitert. Diese viergeschossige Erweiterung in den Hof beherbergte fortan 120 neue Patientenbetten.

## Denkmalschutz
Das Krankenhausgebäude ist in die Liste der Baudenkmale in Stralsund eingetragen und steht unter Denkmalschutz.

## Gartenanlage
Das Gelände an der Sundpromenade war schon vor dem Bau des Lazaretts als Parkanlage gestaltet worden. Die Besitzer der Lackfabrik Carl Becker hatten hier einen Park zur privaten Nutzung angelegt, der im Volksmund Beckers Park genannt wurde. Von ihm sind wenige Altbäume erhalten und ein im Jahr 1912 errichtetes Teehaus. Auch das Lazarettgelände wurde von Beginn an auch gartenarchitektonisch gestaltet. Die Gartenneugestaltung oblag Hermann Mattern.
Ursprünglich führten von einer vor dem südlichen Bettenhaus gelegenen Terrasse zwei Freitreppen in den Park. Eine Treppe führte in den nach Gustav Zander Zandersaal benannten Raum unter der Terrasse. Von dieser Terrasse aus ging ein durch die gesamte Anlage führender Weg ab, der von Ziergehölzen und Stauden gesäumt wurde. Die befestigten Flächen im Park waren mit Platten aus rotem Wesersandstein ausgeführt (nachdem diese später zunächst durch Kieswege, dann durch Betonsteinwege ersetzt wurden, sind nur noch im Garten des ehemaligen Chefarzthauses die originalen Wesersandsteinplatten erhalten).
Im südwestlichen Teil des Parks war ein Ruhebereich mit Springbrunnen vorhanden (der Springbrunnen wurde vor den 1970er Jahren entfernt). Eine Pergola aus Eisenbeton gehörte zum Ensemble.
Ein aus dem Jahr 1978 stammender, von Ludwig Trauzettel betreuter Entwurf zur Rekonstruktion der Parkanlagen aus dem Jahr 1978 sollte eine Sanierung des wenig genutzten Parks mit sich bringen. Die Baumbestände sollten erhalten bleiben, die räumliche Wirkung durch neue Großgehölze unterstrichen werden. Im Nordosten sollten Windschutzpflanzungen, im Süden und Westen Staubschutzpflanzungen ausgeführt werden. Die Wege sollten weiter ausgebaut, Freizeitspiele, Sitzplätze und Aussichtspunkte angelegt und die Innenhöfe neu bepflanzt werden.
Bis in die 1990er Jahre blieb der Park dann allerdings im Wesentlichen mit der Gartenstruktur des ursprünglichen Beckers Park und der Anlage für das Marinelazarett erhalten.
Im Jahr 2002 wurde ein großer Teil des Parks mit einem Operationsgebäude überbaut, in den nördlichen Innenhöfen wurden Anbauten errichtet. Die aus Eisenbeton errichtete Pergola wurde durch eine aus Metall ersetzt. Der Garten des Chefarzthauses blieb nahezu unverändert erhalten.
Der heutige Park des Geländes ist durch kleinteilig gestaltete Gartenräume geprägt. Die Neubauten sind in den Sockelbereichen mit Kirschlorbeer bepflanzt. Zahlreiche Bäume, Ziergehölzer und Stauden sind angesiedelt. Vom ursprünglichen Baumbestand wurde eine Buche am Kopfbau im Jahr 2018 aus Krankheitsgründen gefällt; eine Linde an der Großen Parower Straße ist noch immer erhalten; für sie wurde die Umfassungsmauer in einem Bogen ausgeführt.

## Ärzte am Krankenhaus Stralsund
Chefärzte in der Zeit des Zweiten Weltkriegs waren Fritz Nadler (Oktober 1938 bis Mai 1941), Heinrich Nöldeke (Mai 1941 bis Oktober 1942), Alois Evers (November 1942 bis Februar 1944) und Hugo Caanitz (Februar 1944 bis Kriegsende).
Zu den Ärzten am Krankenhaus Stralsund zählten auch Otto Scholz (1958–1981) und Werner Hosemann (seit 2020).